# 扎蒂什內 (庫皮揚斯克區)
49°39′46″N 37°56′25″E / 49.66278°N 37.94028°E
扎蒂什內（烏克蘭語：Затишне）是位於烏克蘭東部的村莊，由哈爾科夫州庫皮揚斯克區的彼得罗巴甫利夫卡市镇負責管轄。該村始建於1923年，面積0.14平方公里，海拔高度147米，2001年人口9，人口密度每平方公里273.4人。